# Andrei Igorewitsch Smoljakow

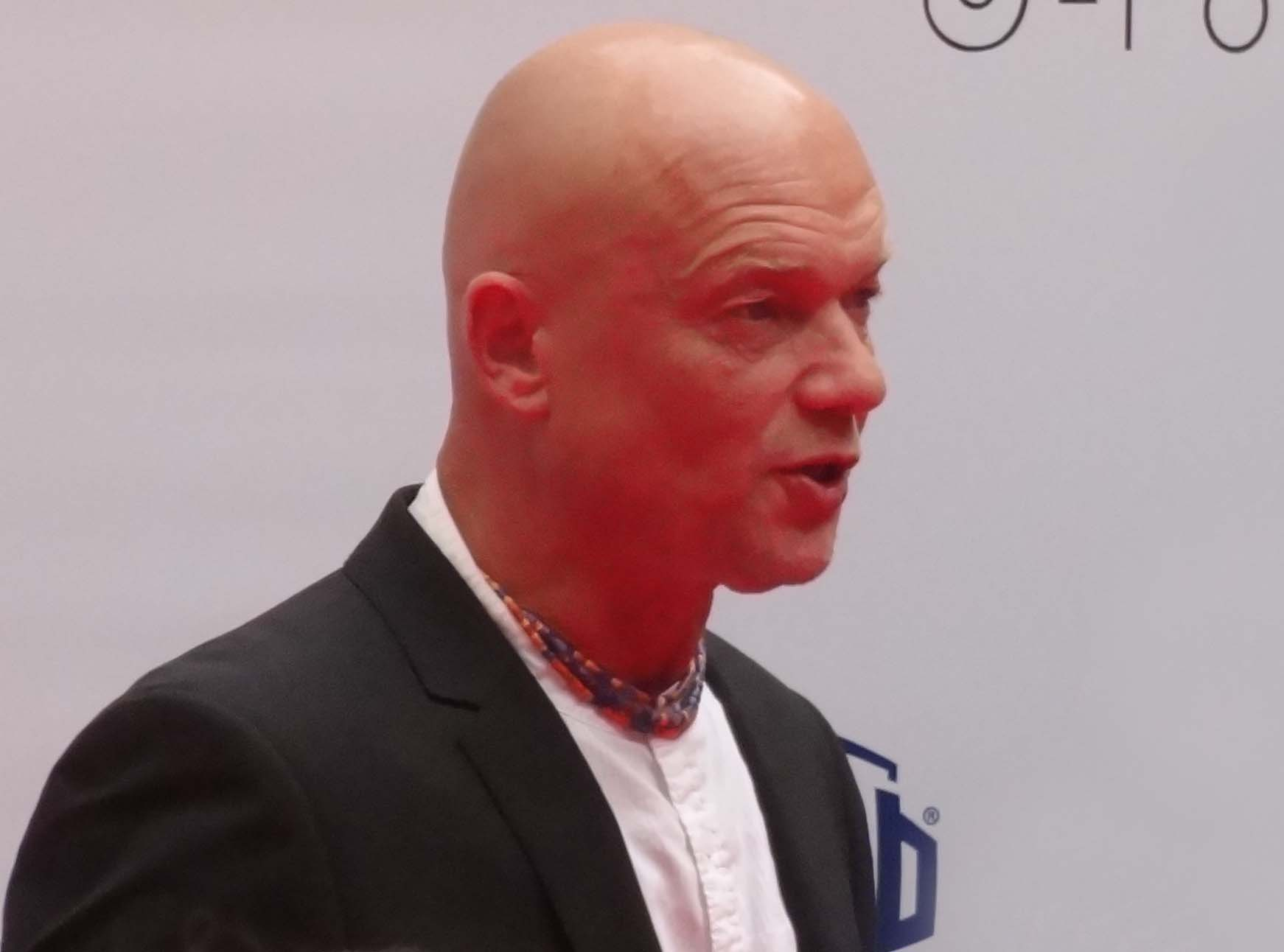
Andrei Smoljakow (Sotschi, 2015)

Andrei Igorewitsch Smoljakow (russisch Андрей Игоревич Смоляков; * 24. November 1958 in Podolsk, Oblast Moskau) ist ein russischer Film- und Theater-Schauspieler, der mit dem Staatspreis der Russischen Föderation ausgezeichnet wurde.

## Leben
1980 schloss Smoljakow sein Studium an der Russischen Akademie für Theaterkunst erfolgreich ab und arbeitete bis 1982 am Gogol-Theater in Moskau. Seit 1986 ist er am Moskauer Tabakerka-Theater tätig.
1989 spielte Smoljakow in Stalingrad den Kampfflieger Leonid Chruschtschow, den Sohn Nikita Chruschtschows. Im Film Wyssozki – Danke, für mein Leben über das Leben von Wladimir Wyssozki spielte er den KGB-Oberst Viktor Bechtejew. 2016 spielte er die Hauptrolle des Major Tscherkassow in Schakal. Seit 1978 war er bisher (Stand 2018) in 143 Filmen zu sehen. 2013 (für Wyssozki – Danke, für mein Leben) und 2016 (für Der Henker) wurde er mit dem russischen Filmpreis Goldener Adler ausgezeichnet.

## Privates
Smoljakow ist in zweiter Ehe mit Darja Rasumichina verheiratet. Aus erster Ehe mit der Ballerina Swetlana Iwanowa hat er einen Sohn, Dmitri (* 1984).

## Filmografie (Auswahl)
- 1981: Andrej und der böse Zauberer (Андрей и злой чародей)
- 1989: Stalingrad (Сталинград)
- 1991: Anwerber (Вербовщик)
- 2003: Antikiller 2: Antiterror (Антикиллер 2: Антитеррор)
- 2004: Saboteur (Диверсант)
- 2004: Papa (Папа)
- 2009: Isajew (Исаев)
- 2010: Tulskij Tokarew (Тульский Токарев)
- 2011: Wyssozki – Danke, für mein Leben (Высоцкий. Спасибо, что живой)
- 2012: Otryw (Отрыв)
- 2013: Stalingrad (Сталинград)
- 2013: Pepel (Пепел)
- 2014: Inquisitor (Инквизитор)
- 2014: Der Henker (Палач)
- 2014: Fürst der Dämonen (Вий)
- 2016: Viking (Викинг)
- 2016: Schakal (Шакал)
- 2018: Die Axt (Топор)
- 2018: Der Trainer (Тренер)
- 2022: Mira (2022) (Мира)

## Theaterrollen (Auswahl)
- 1988: Glaube. Liebe. Hoffnung (nach dem gleichnamigen Drama von Ödön von Horváth), Regie: Maximilian Schell
- 1991: Der Revisor (nach der gleichnamigen Komödie von Nikolai Gogol), Regie: Sergej Gasarow
- 1994: Die tödliche Nummer (von Oleg Antonow), Regie: Wladimir Maschkow
- 2000: Nachtasyl (nach dem gleichnamigen Schauspiel Maxim Gorkis), Regie: Adolf Schapiro
- 2003: Die Flucht (nach dem gleichnamigen Theaterstück von Michail Bulgakow), Regie: Roman Chludow

## Auszeichnungen
- 1994: Verdienter Künstler der Russischen Föderation[14]
- 2003: Staatspreis der Russischen Föderation[15]
- 2004: Volkskünstler Russlands[16]